# Heteroepichloe
Heteroepichloë — рід грибів родини Clavicipitaceae. Назва вперше опублікована 2002 року.